# Quận Washington, Arkansas
Quận Washington là một quận thuộc tiểu bang Arkansas, Hoa Kỳ.
Quận này được đặt tên theo George Washington, tổng thống Hoa Kỳ đầu tiên. Theo điều tra dân số của Cục điều tra dân số Hoa Kỳ năm 2000, quận có dân số 157.715 người. Quận lỵ đóng ở Fayetteville.6 Quận được lập ngày 17 tháng 10 năm 1828.

## Địa lý
Theo Cục điều tra dân số Hoa Kỳ, quận có diện tích 2476 km2, trong đó có 16 km2 là diện tích mặt nước.

### Các xa lộ chính
- Interstate 540
- U.S. Highway 62
- U.S. Highway 71
- U.S. Highway 412
- Highway 16
- Highway 45
- Highway 59
- Highway 74

### Quận giáp ranh
- Quận Benton (bắc)
- Quận Madison (đông)
- Quận Crawford (nam)
- Quận Adair, Oklahoma (tây)

## Thông tin nhân khẩu

Tháp tuổi dân cư quận Washington

Theo điều tra dân số 2 năm 2000, quận đã có 157.715 người, 60.151 hộ gia đình, và 39.459 gia đình sống trong quận hạt. Mật độ dân số là 166 người trên một dặm vuông (64/km ²). Có 64.330 đơn vị nhà ở với mật độ trung bình là 68 trên một dặm vuông (26/km ²). Cơ cấu chủng tộc của dân cư quận gồm có 88,00% người da trắng, 2,24% da đen hay Mỹ gốc Phi, 1,25% người Mỹ bản xứ, 1,54% châu Á, Thái Bình Dương 0,53%, 4,26% từ các chủng tộc khác, và 2,17% từ hai hoặc nhiều chủng tộc. 8,20% dân số là người Hispanic hay Latino thuộc một chủng tộc nào.
Có 60.151 hộ, trong đó 32,50% có trẻ em dưới 18 tuổi sống chung với họ, 52,30% là đôi vợ chồng sống với nhau, 9,40% có một chủ hộ nữ và không có chồng, và 34,40% là các gia đình không. 25,80% hộ gia đình đã được tạo ra từ các cá nhân và 7,10% có người sống một mình 65 tuổi hoặc lớn tuổi hơn là người. Cỡ hộ trung bình là 2,52 và cỡ gia đình trung bình là 3,07.
Trong quận độ tuổi dân cư được trải ra với 25,00% dưới độ tuổi 18, 15,30% 18-24, 30,20% 25-44, 19,50% từ 45 đến 64, và 9,90% từ 65 tuổi trở lên người. Độ tuổi trung bình là 31 năm. Đối với mỗi 100 nữ có 100,40 nam giới. Đối với mỗi 100 nữ 18 tuổi trở lên, đã có 98,70 nam giới.
Thu nhập trung bình cho một hộ gia đình trong quận đạt 34.691 USD, và thu nhập trung bình cho một gia đình là $ 42.795. Phái nam có thu nhập trung bình $ 29.428 so với 21.769 $ cho phái nữ. Thu nhập bình quân đầu người là 17.347 USD. Có 9,40% gia đình và 14,60% dân số sống dưới mức nghèo khổ, bao gồm 16,50% những người dưới 18 tuổi và 10,20% của những người 65 tuổi hoặc hơn.